# El archivo de Egipto
El archivo de Egipto es una novela del escritor siciliano Leonardo Sciascia, publicada en 1963.
Ambientada entre 1782 y 1795, narra la historia del capellán maltés y falsario Giuseppe Vella, creador de dos falsos manuscritos históricos: El archivo de Sicilia y El archivo de Egipto, con los que pretendió alcanzar la fama y la riqueza. En paralelo, se cuenta la vida del jurista, intelectual y patriota Francesco Paolo Di Blasi, personaje histórico, al igual que el anterior. Aparecen también algunos de los personajes más influyentes del Palermo de su tiempo. 
Basada en la novela, se hizo una adaptación teatral dirigida por Guglielmo Ferro, con Turi Ferro en el papel del abate Vella, estrenada el 3 de noviembre de 1995 en el teatro Verga (sede del Teatro Stabile de Catania), transmitida por la Rai 2 el 9 de noviembre de 1997. En el año 2002 se estrenó una película homónima, dirigida por Emidio Greco, interpretada por el actor Silvio Orlando en el papel de Vella.